# جون ووكر (كيميائي)
جون إرنست ووكر كيميائي وعالم أحياء ذرية بريطاني ولد في 1941 م .
درس في جامعة أكسفورد وتحصل فيها على الدكتوراه سنة 1969 م ، حاز على جائزة نوبل في الكيمياء عام 1997 م .
في البداية، قام بتحليل تسلسلات الپروتينات ثم كشف تفاصيل الشفرة الجينية المتغيرة في المتقدرات. وفي 1978، قرر أن يطبق الطرق الكيميائية للپروتينات على الپروتينات الغشائية.
وقد تقاسم جائزة نوبل في الكيمياء مع الكيميائي الأمريكي بول بوير لشرحهم الآلية الإنزيمية التي تشكل الأساس لتخليق ثلاثي فوسفات الأدينوسين. وقد تشاركوا في الجائزة منع الكيميائي الدنماركي ينز سكو لأبحاث غير متصلة ببحثهم.